# Greatest Hits & More
Greatest Hits & More (en español Grandes éxitos y más) es el primer álbum recopilatorio de la cantante griega Helena Paparizou. Durante tiempo se llevaba diciendo que en el año 2011 sacaría un nuevo disco. En cuanto a esto había dos posibilidades; una era de un disco internacional y otra de un recopilatorio. El álbum comenzó a promocionarse con el primer sencillo Baby it's over una canción que tuvo bastante repercusión internacional. Páginas suecas, inglesas, búlgaras y españolas difunden la noticia por la red. Finalmente el álbum fue lanzado el 23 de mayo, después de haber dado varias fechas. Al principio se suponía que el lanzamiento sería en marzo, más tarde en abril, hasta que finalmente salió a la venta a finales de mayo.
Mediante una revista griega se dio a conocer, por primera vez, que la versión deluxe saldría antes de la Navidad de 2011. Pronto corrió como noticia por varias páginas web desvelando cual era el contenido. Además de los tres CD que ya incluía la versión normal, esta edición traería consigo un gran libro con fotos de Helena, declaraciones y dedicatorias de amigos y familiares de la cantante hacia ella.

## Información general
En octubre de 2010 comenzó a circular el rumor de que se había visto a Helena Paparizou entrar en el estudio de grabación. Los rumores comenzaron a aumentar incluso diciendo que estaría grabando canciones compuestas por su amigo Giorgos Sabanis. A finales de año se hizo oficial la noticia de que para el nuevo año sacaría un nuevo álbum. La duda estaba en que no se sabía con certeza el tipo de disco que se nos presentaría, medios de comunicación decían que sería disco internacional y otros que un recopilatorio con las mejores canciones de su carrera musical. A finales de enero, por la fecha del cumpleaños de Helena, Giannis Doxas, productor y letrista de Helena Paparizou filtró en su página de Facebook un trozo de letra con el título Baby it's over. Ante el título en inglés de la canción los rumores se encarrilaron a que sería un disco internacional. El 2 de febrero de 2011 en el MadWalk, donde Helena presentó el sencillo por primera vez, se confirmó que sería un álbum recopilatorio compuesto por varios CD y con algunas sorpresas.
Al principio iba a estar formado por dos ediciones, una griega y otra internacional, de ahí que las nuevas canciones (Baby it's over y Love me crazy) también tenían su versión en griego. También se informó por internet, por el Facebook de Sony Music Grecia, que habría una edición estándar y otra especial con regalos y sorpresas que no querían desvelar. Finalmente, ni se lanzó una versión internacional ni la edición deluxe vio la luz.

## Canciones
Las canciones que están incluidas en el álbum son los mayores éxitos de la cantante griega Helena Paparizou, compilando así en un álbum canciones que abarcan desde su primer álbum Protereotita hasta el último que sacó en 2010 Gyro apó t'óneiro. Además de éstas, también van incluidas versiones que la cantante había hecho de grandes canciones de la historia como Just walk away de Celine Dion y colaboraciones con otros cantantes, tanto greigos como no, en el caso de Albert Hammond o Chambao. También incluye dos nuevas canciones de compositores suecos con versión en inglés y versión en griego, en el caso de Love me crazy. El álbum está compuesto por 45 éxitos de la cantante, 3 nuevas canciones y 4 remixes de la famosa canción Baby it's over.

### Sencillos
"Baby it's over"
Es el primer sencillo con el cual la cantante Helena Paparizou promociona su primer álbum recopilatorio bajo el nombre Greatest Hits & More. La canción ha sido compuesta por un equipo sueco y producida por Toni Mavridis, actual pareja y productor de la cantante en ese momento. la canción vio la luz pública el 2 de febrero donde Helena la interpretó en un programa de moda. El 18 de febrero de 2011 lanzó a la venta digital la canción, alcanzando, en su segundo día, la primera posición en la lista de ventas de iTunes.[1]  El sencillo debutó directo al número uno en la lista de ventas digitales de Grecia. Con esta canción, Helena Paparizou, rompía su propio récord ya que se convirtió en la canción que más tiempo había sido número uno en radios, estando nueve semanas consecutivas. Pero, la canción no solamente tuvo repercusiones en Grecia y Chipre, también entró en las listas de iTunes de países europeos como Suecia, España, Bulgaria y Noruega.

## Lista de canciones

### CD 1
| N.º | Título                                          | Compositores y letristas                                                 | Duración |  |
| 1.  | «Pirotekhnímata»                                | Giorgos Sabanis, Gannis Doxas                                            | 4:13     |  |
| 2.  | «Mambo (Greek Version)»                         | Alex Papaconstantinou, Marcus Englof, Mack                               | 3:06     |  |
| 3.  | «To filí tis zoís»                              | Giorgos Sabanis, Gannis Doxas                                            | 3:38     |  |
| 4.  | «Mazí sou»                                      | Gannis Christodoulopoulos, Eleana Vrahali                                | 3:22     |  |
| 5.  | «An eikhes erthei pió norís»                    | Nikos Orfanos, Antonis Pappas                                            | 3:22     |  |
| 6.  | «Iparkhei logos»                                | Efthívoulos, Zoi Gripari                                                 | 4:23     |  |
| 7.  | «Anapántites klíseis»                           | Christos Dantis, Vangelis Konstantinidis                                 | 4:05     |  |
| 8.  | «Porta gia ton ouranó»                          | Per Liden, Toni Mavridis, Niclas Olausson, Eleana Vrahali                | 2:56     |  |
| 9.  | «An ísouna agapi»                               | Giorgos SAbanis, Nikki Papatheohari                                      | 4:18     |  |
| 10. | «To fos stin psikhí»                            | Kostas Bigalis                                                           | 2:54     |  |
| 11. | «Psakhno tin alítheia»                          | Per Liden, Niclas Olausson, Toni Marvidis, Gannis Doxas                  | 3:10     |  |
| 12. | «I kardiá sou petra»                            | Giorgos Sabanis, Gannis Doxas                                            | 4:29     |  |
| 13. | «The game of love»                              | Alex Papaconstantinou, Marcus Englof, Mack, Gannis Doxas                 | 3:10     |  |
| 14. | «Gigolo (Greek Version)»                        | Alex Papaconstantinou, Marcus Englof, Nikos Gritsis, Mack                | 3:25     |  |
| 15. | «Panta se perímena (Idanikó filí)»              | Toni Mauridis, Natalia Germanou                                          | 3:49     |  |
| 16. | «Tha' mai alliós»                               | Per Lidén, Robin Fredriksson, Mattias Larsson, Eleana Vrahali            | 3:06     |  |
| 17. | «Katse kalá»                                    | Alex Papaconstantinou, Peter Cartries, Nikki P., Toni Mauridis           | 4:23     |  |
| 18. | «Trelí kardiá»                                  | Helena Paparizou, Alex Papaconstantinou, Marcus Englof, Despina Mauridou | 3:28     |  |
| 19. | «Antíthesi»                                     | Energee, Ilias Filippou                                                  | 3:49     |  |
| 20. | «Gyrna me sto khtes (Around the dream Version)» | Giorgos Sabanis, Don-K, Gannis Doxas, Eleana Vrahali                     | 3:29     |  |

### CD 2

#### International
| N.º | Título                     | Compositores y letristas                            | Duración |  |
| 1.  | «My number one»            | Christos Dantis, Natalia Germanou                   | 2:59     |  |
| 2.  | «You set my heart on fire» | Biddu, Gannis Doxas                                 | 3:13     |  |
| 3.  | «Heroes»                   | N. Molinder, J. Persson, P. Ankarber                | 2:56     |  |
| 4.  | «Teardrops»                | Helena Paparizou, Toni Mavridis, Niclas Olauson     | 3:49     |  |
| 5.  | «Mambo»                    | Alex Papaconstantinou, Marcus Englof, Samuel Waerno | 3:04     |  |
| 6.  | «Gigolo»                   | Alex Papaconstantinou, Marcus Englof, Mack          | 3:22     |  |

#### B-Sides
| N.º | Título                                         | Compositores y letristas                                  | Duración |  |
| 7.  | «Na xipnao kai na 'mai mazí sou (Edó na zeis)» | Giannis Christodoulopoulos, Eleana Vrahali                | 4:02     |  |
| 8.  | «Stin kardiá mou mono thlipsi»                 | Grigoris Petrakos                                         | 3:00     |  |
| 9.  | «Poú pige tosi agapi (Summer Moonlight Mix)»   | Pegasus                                                   | 3:58     |  |
| 10. | «Paradígmatos khari»                           | Andreas Bonatsis                                          | 3:54     |  |
| 11. | «Ise i foní»                                   | Per Liden, Toni Mavridis, Niclas Olausson, Antonis Pappas | 3:20     |  |
| 12. | «Den alazo»                                    | Dimitris Kontopoulos, Vagia Kalantzi                      | 3:24     |  |
| 13. | «Taxidi gia to ágnosto»                        | Alex Papaconstantinou, Vangelis Konstantinidis            | 4:21     |  |
| 14. | «(Ekheis kairó na mou fereis) Louloúdia»       | Alex Papaconstantinou, Gannis Doxas                       | 3:20     |  |

#### Covers
| N.º | Título                                                | Compositores y letristas         | Duración |  |
| 15. | «An esí m'agapás (Pour que tu m'aimes encore)»        | Jean-Jacques Goldman             | 4:11     |  |
| 16. | «Min fevgeis»                                         | Lakis Karnezis, Takis Parisinos  | 4:09     |  |
| 17. | «Oti axizei einai oi stigmés (Le bonheur)»            | Manos Hadjidakis, Eleana Vrahali | 3:39     |  |
| 18. | «Fos (Shine)»                                         | Roth Arnie, Anna Ioannidou       | 3:10     |  |
| 19. | «I agapi sou de menei piá edó (Askin acamadigi kapi)» | E. Uner, Eleni Gianatsoulia      | 3:54     |  |
| 20. | «Just walk away»                                      | Marti Sharon, Albert Hammond     | 3:49     |  |

### CD 3

#### New Songs
| N.º | Título           | Compositores y letristas                          | Duración |  |
| 1.  | «Baby it's over» | Mikko Tamminen, Nalle Ahlstedt, Hanne Sörvaag     | 3:53     |  |
| 2.  | «Love me crazy»  | Mikko Tamminen, Nalle Ahlstedt, Mikaela Stenström | 4:10     |  |

#### Pistas adicionales
| N.º | Título                                                         | Compositores y letristas                      | Duración |  |
| 3.  | «Oti niotho den alazei (Love me crazy)»                        | Mikko Tamminen, Nalle Ahlstedt, Gannis Doxas  | 4:10     |  |
| 4.  | «Baby it's over (The Thin Red Men Radio Mix)»                  | Mikko Tamminen, Nalle Ahlstedt, Hanne Sörvaag | 3:25     |  |
| 5.  | «Baby it's over (The Thin Red Men Club Mix)»                   | Mikko Tamminen, Nalle Ahlstedt, Hanne Sörvaag | 5:36     |  |
| 6.  | «Baby it's over (Helena Paparizou vs. Supermarkets Radio Mix)» | Mikko Tamminen, Nalle Ahlstedt, Hanne Sörvaag | 3:27     |  |
| 7.  | «Baby it's over (Helena Paparizou vs. Supermarkets Club Mix)»  | Mikko Tamminen, Nalle Ahlstedt, Hanne Sörvaag | 3:58     |  |

#### Duets
| N.º | Título                                                                      | Compositores y letristas                       | Duración |  |
| 8.  | «Enredao (Albert Hammond feat. Helena Paparizou)»                           | Albert Hammond                                 | 3:34     |  |
| 9.  | «I ziliá monaksiá (L'envie d'aimer) (Nikos Aliagas feat. Helena Paparizou)» | Lionel Florence, Patrice Guirao, Pascal Obispo | 4:28     |  |
| 10. | «Mesa sou (Stavento feat. Helena Paparizou)»                                | Stavento                                       | 3:41     |  |
| 11. | «Fisiká mazí (Playmen & Onirama feat. Helena Paparizou)»                    | Playmen, Thodoris Maradinis                    | 3:30     |  |
| 12. | «Papeles mojados (Chambao feat. Helena Paparizou)»                          | María del Mar Rodríguez Carnero, Gannis Doxas  | 3:50     |  |

## Listas
| País   | Listas                | Mejor posición |
| ------ | --------------------- | -------------- |
| Grecia | IFPI Top 75 (Álbumes) | 2              |